# 小心啊公主
《小心啊公主》（日語：姫様ご用心），從2006年4月12日到2006年7月19日在WOWOW所播放的電視動畫。

## 故事大綱
普通的高中生・椿姫子在有一天一次意想不到的情況下竟然戴上了神秘的王冠。藉由王冠的力量、姫子成為這個國家的「女王」、並且受到周遭的人所崇拜著。然而姬子也因此捲入由這個王冠周圍所發生的各種騷動。

## 登場人物
椿姬子（つばき ひめこ）（配音員：新谷良子／台灣：楊凱凱）
由於戴上了神秘的王冠而成為「公主殿下」。本故事的主角。
性格是容易嘴饞和冒失。同時對於外國人的心結相當強。
國語很不好，會把抱歉說錯成包謙等情形。
會有過度深信某件事，而對於周圍的狀況視而不見的情形。似乎有被迫害妄想症（像是在第2集被叫作「姫子大人」後，有整整一回沒注意到自己的事情等）。
名字由來為椿和茶花女（日文名為椿姫）。
娜娜（ナーナ）（配音員：宮崎羽衣／台灣：林美秀）
從姫子戴上「王冠」後，不知從那出現的少女。
因為不會說日語，所以都講著謎之語言。
是王冠原本的主人，為了從姬子那邊拿回王冠而糾纏著姬子。扣掉這點外，和普通的六歲孩子沒什麼不一樣。
娜娜語
娜娜語是本作品中娜娜所使用的語言。與日語對應的關係是，本來日語可用羅馬字輸入，現在將每個羅馬字母依假名鍵盤對應的假名來做輸出，就是娜娜語。日本DVD版中是有字幕的，只要在DVD播放器中打開日語字幕就可以看到。中文版並不像日文的差異太大而特別需要字幕。
巴那那（バ ナーナ）（配音員：千葉千惠巳）
和娜娜一起的猩猩的孩子。老是都吃著香蕉。身上所穿的內褲是從雷斯里身上拿來的。
美涼葵（みすず あおい）（配音員：吉住梢／台灣：鄭仁君）
姫子所就讀學校的網球部部長。
理事長的女兒。使用自身的權力構築自己在學校的女王地位，在姬子成為真正的女王後被拉下來，也因為姬子而持續著不幸的人生。家徽是狸貓，所以不但穿的內褲有狸貓圖案，而且當有人對他做錯事會立刻被她的女僕以狸貓玩偶取代掉，最後一集還開著狸貓機器人亂入。
名字的由來是葵花(日文發音是あおい)。
菜花羽奈（なばな そばな）（配音員：澤城美雪／台灣：雷碧文）
姬子的隔壁鄰居，和姫子是從小到大在一起的好友。
個性懦弱，和他人溝通時要用花貓型的布偶來進行，而這時的性格也會為之一變，後面因為違反法律而被逮捕。由於成為第一萬名的罪犯而受到良好的招待。
在學校是人偶劇部。
在家裡和媽媽溝通也是用布偶進行。
名字由來是芥菜（俗名為油菜花，日文名為菜之花）。
小出瑪莉（こで まり）（配音員：白鳥由里）
為網球部的顧問，同時擔任姫子等人的導師。
比起學生的事，是個經常優先考慮自己立場的人。會屈服於權力之下，並且時常諂媚強者。
後面雖然被開除，但又釣上一個有錢人。
名字經常會被弄錯(大部分是把她的姓叫做「小田」)。名字由來是麻葉繡球花(日文發音和其姓名發音相同)。
雷斯里（レスリー）（配音員：多田野曜平／台灣：黃天佑）
會用魯邦三世的腔調說話、自稱為世界第一的小偷，但本人卻是個超級大近視。
為了盜取姬子的王冠而努力著，不過卻老是失敗。
雖然是強盜但卻正義感十足，不會錯過任何一件不公平的事，後面因為歐茲的嚴厲統治而和伊摩組成反抗組織。
凱倫（カレン）（配音員：千葉千惠巳／台灣：雷碧文）
雷斯里的夥伴。
講著生硬的日文，不看外表的話，是裡面最正常的人。
有著喜歡孩子的一面，最初有試著和娜娜溝通過。
擅長玩猜拳，在後面靠這招阻擋追兵。
和雷斯里一樣，雖然是個罪犯但是卻人情味十足。
阿多隆（アドロン）（配音員：鳥海浩輔／台灣：劉傑）
被組織所僱用，打算暗殺姬子以奪取王冠。
表面上，作為「女王的保鏢」而陪伴在姬子的身旁。
對姬子有著戀愛的感覺，但本人卻未發現，對於每次都不能成功暗殺姬子而感到苦悶。在有姬子登場的畫面時，常會出現打算從背後暗殺姬子但身體卻一直僵硬不動的情況。最後鼓起勇氣向姬子告白，但卻錯誤的被裕子聽到，而被裕子愛上。
羅西（ラッセ）（配音員：真田麻美／台灣：林美秀）
自稱為「世界第一的結婚詐欺師」。
被組織僱用，以作為「女王的未婚夫是鄰國王子」的身分接近姬子，但卻沒人認為他是王子。有著如果做事不順，會在牆壁上畫畫尋求自我安慰的一面
而「羅西」的名字當然也是假名，真正的「羅西王子」另有其人，不過卻因為所坐的馬車被綿羊所阻塞而未出現。
椿えびね（つばき えびね）（配音員：天野由梨／台灣：鄭仁君）
姫子之母。
為一名専業家庭主婦，受到王冠的影響而成為王宮的女僕長。
椿山十郎（つばき さんじゅうろう）（配音員：辻親八／台灣：劉傑）
姫子之父。
為一名警官，受王冠的影響而成為近衛隊長。
名字的由來是椿三十郎(黑澤明電影之一的主角)。
裕子小姐（ミス ヨーコ）（配音員：甲斐田裕子）
闇之人力派遣公司老闆。
受到首領X的命令，以奪取王冠為目標一次次的將刺客送到姬子身旁。
伊摩大臣（イーモー大臣）（配音員：金井美香）
找尋著自己本國從小就行蹤不明的公主，而來到地球的貓之星球的大臣。
會根據「王冠的有無」來判別是不是公主，因而屢次發生錯誤的行動。不過本貓卻相當會煮咖哩拉麵，在後面還用拉麵來籌備反抗組織的基金。
首領X／歐茲（オズ）（配音員：若本規夫／台灣：劉傑）
狙擊著王冠的組織首領。平常不輕易出現，以牆壁上的巨大貓臉在裡面下指令，如果被糾正或有人做錯事會被他施以電擊。
能講出娜娜才會講的話並且能和她溝通。後面為了保護娜娜的安全，制定了許多不合理的法律，而遭到主角等人的反抗。

## 工作人員
- 原作、動畫製作：Nomad
- 導演：高柳滋仁
- 企劃：森本浩二
- 角色原案：
- 角色設定：古賀誠
- 小物設定：春日井浩之
- 美術：See-through studio
- 美術補佐：舘藤健一、戸本早苗
- 美術指導：福田和矢
- 色彩設計：
- 協力導演：森本由美子
- 編集：肥田文
- 音響指導：岩浪美和
- 音樂：原田勝通
- 音樂監製：伊藤善之
- 音樂製作：Lantis
- 製片：林家雄一郎、里見哲朗、小野達矢
- 協力製片：長谷川徳司（WOWOW）
- 製作：萬代影視

## 主題曲

### 序曲

作詞 - 畑亜貴 / 作曲・編曲 - R･O･N / 歌 - 姫子（新谷良子）

作詞 - KENTA / 作曲 - 前澤寛之 / 編曲 - 橋本由香利 / 歌 - ナーナ

### 片頭曲

作詞 - 畑亜貴 / 作曲 - 田村信二 / 編曲 - 鈴木マサキ / 歌 - 姫子とナーナ

### 片尾曲
「CANDY☆POP☆SWEET☆HEART」
作詞・作曲・編曲 - R･O･N / 歌 - 新谷良子

## 各話列表
| 話數 | 日文標題 | 中文標題                      | 脚本       | 分鏡            | 演出       | 作画監督          |
| ---- | -------- | ----------------------------- | ---------- | --------------- | ---------- | ----------------- |
| 1    |          | 王冠！這樣可不行啊            | 高柳滋仁   | 高柳滋仁        | 高柳滋仁   | 古賀誠            |
| 2    |          | 危險！網球女王                | 高柳滋仁   | 高柳滋仁        | 栗本宏志   | 北野幸広          |
| 3    |          | 一籌莫展，客人原來是刺客      | 山野辺一記 | 井上茜          | 井上茜     | 石井久美 田村正文 |
| 4    |          | 我的王子引起了大騷動          | 杉原研二   | 小野勝巳        | 長尾粛     | 井上善勝          |
| 5    |          | 姬子是誰的小孩，是貓的小孩嗎? | 古怒田健志 | 菊池聡延        | 吉本毅     | 菊池聡延          |
| 6    |          | 貓國的娜娜                    | 古怒田健志 | 井上茜          | 後信治     | 立田眞一 枡田邦彰 |
| 7    |          | 任意的指定，她就是徒弟        | 杉原研二   | 駒田潮          | 井上茜     | 石井久美 田村正文 |
| 8    |          | 說說看！勝訴還是敗訴？        | 古怒田健志 | 誌村宏明        | 菜香ゆき   | 増田誠治 大田謙治 |
| 9    |          | 不曉得打工是怎麼回事          | 古怒田健志 | 米田光宏 安美錦 | 長尾粛     | 井上善勝 宮下雄次 |
| 10   |          | 掉落的王冠，被拆穿可就糟糕了  | 杉原研二   | 高木茂樹 井上茜 | 吉本毅     | 高炅楠            |
| 11   |          | 世界為了娜娜而存在            | 古怒田健志 | 米田光宏 井上茜 | 西山明樹彦 | 田村正文 服部憲知 |
| 12   |          | 世界不大不小剛剛好            | 古怒田健志 | 川崎逸朗        | 高柳滋仁   | 古賀誠 大田謙治   |

## 外部連結
- BANDAIvisual - 姫様ご用心 （页面存档备份，存于）（日語）
- WOWOW - 姫様ご用心（日語）